# Ford Del Rey

Wortmarke des Ford Del Rey

Der Del Rey war ein von 1981 bis 1991 produziertes Mittelklassemodell des brasilianischen Zweiges der Ford Motor Company.
Der Del Rey basierte auf dem Ford Corcel. Beide Modelle wurden einige Jahre lang parallel gefertigt, wobei der Del Rey die gehobene Ausstattungsvariante war. 1991 wurde der Del Rey durch den Ford Versailles ersetzt.
Den Del Rey gab es als zwei- und viertürige Stufenhecklimousine und als dreitürigen Kombi. Eine von ihm abgeleitete Pick-Up-Variante namens Ford Pampa blieb bis 1997 im Angebot.
1981 bis 1984 gab es Limousine und Kombi in den Ausführungen Del Rey (Basis) und Del Rey Ouro. Ab 1985 erhielt das Modell ein Facelift und technische Änderungen, namentlich den neuen CHT-Motor. Die Modellpalette umfasste nun die Ausführungen L, GL, GLX und Ghia als Limousine und L, GLX und Ghia Kombi (der jetzt auf die Bezeichnung Del Rey Scala hörte). 1990 wich der Ford-eigene 1,6-Liter-CHT-Motor dem von Volkswagen do Brasil zugelieferten 1,8-Liter-Vierzylinder, zugleich wurden Getriebe und Fahrwerk verbessert.

## Technische Daten
| Ford Del Rey                  | 1600                                                                           | 1600 Alkohol                                                                   |
| ----------------------------- | ------------------------------------------------------------------------------ | ------------------------------------------------------------------------------ |
| Motor:                        | 4-Zylinder-Reihenmotor (Viertakt)                                              | 4-Zylinder-Reihenmotor (Viertakt)                                              |
| Hubraum:                      | 1555 cm³                                                                       | 1555 cm³                                                                       |
| Bohrung × Hub:                | 77 × 83,5 mm                                                                   | 77 × 83,5 mm                                                                   |
| Leistung bei 1/min:           | 52 kW (71 PS) bei 5000                                                         | 48,5 kW (66 PS) bei 4800                                                       |
| Max. Drehmoment bei 1/min:    | 108 Nm bei 3000                                                                | 120 Nm bei 2800                                                                |
| Verdichtung:                  | 8,0:1                                                                          | 12,0:1                                                                         |
| Gemischaufbereitung:          | 1 Fallstrom-Doppelvergaser Solex 34 SIE                                        | 1 Fallstrom-Doppelvergaser Solex 34 SIE                                        |
| Ventilsteuerung:              | Seitliche Nockenwelle, Antrieb über Kette                                      | Seitliche Nockenwelle, Antrieb über Kette                                      |
| Kühlung:                      | Wasserkühlung                                                                  | Wasserkühlung                                                                  |
| Getriebe:                     | 4-Gang-Getriebe, Mittelschaltung a.W. 5-Gang-Getriebe Frontantrieb             | 4-Gang-Getriebe, Mittelschaltung a.W. 5-Gang-Getriebe Frontantrieb             |
| Radaufhängung vorn:           | Querlenker mit Zugstrebe oben, Dreieckslenker unten, Schraubenfedern           | Querlenker mit Zugstrebe oben, Dreieckslenker unten, Schraubenfedern           |
| Radaufhängung hinten:         | Starrachse, zentraler Dreieckslenker, Längslenker, Schraubenfedern             | Starrachse, zentraler Dreieckslenker, Längslenker, Schraubenfedern             |
| Bremsen:                      | Scheibenbremsen vorne (Durchmesser 22,7 cm), Trommelbremsen hinten, a.W. Servo | Scheibenbremsen vorne (Durchmesser 22,7 cm), Trommelbremsen hinten, a.W. Servo |
| Lenkung:                      | Zahnstangenlenkung                                                             | Zahnstangenlenkung                                                             |
| Karosserie:                   | Stahlblech, selbsttragend                                                      | Stahlblech, selbsttragend                                                      |
| Spurweite vorn/hinten:        | 1360/1340 mm                                                                   | 1360/1340 mm                                                                   |
| Radstand:                     | 2440 mm                                                                        | 2440 mm                                                                        |
| Abmessungen:                  | 4500 × 1675 × 1350 mm                                                          | 4500 × 1675 × 1350 mm                                                          |
| Leergewicht:                  | 1050–1055 kg                                                                   | 1050–1055 kg                                                                   |
| Höchstgeschwindigkeit (Werk): | 147 km/h                                                                       | 147 km/h                                                                       |
| 0–100 km/h:                   | nicht angegeben                                                                | nicht angegeben                                                                |
| Verbrauch (Werksangabe):      | 10–12 Liter Normalbenzin/100 km                                                | 12,0 Liter Alkohol/100 km                                                      |